# Lou Tsioropoulos
Louis Charles Tsioropoulos (gr. Λουδοβίκος Τσιωρόπουλος; ur. 31 sierpnia 1930 w Lynn, zm. 22 sierpnia 2015 w Louisville) – amerykański koszykarz greckiego pochodzenia, występujący na pozycji skrzydłowego, dwukrotny mistrz NBA.
Po wyborze w drafcie 1953 roku przez Boston Celtics spędził trzy lata w amerykańskich siłach powietrznych i dopiero po powrocie w 1956 roku dołączył do składu.

## Osiągnięcia
Na podstawie, o ile nie zaznaczono inaczej.
NCAA
- Mistrz:
  - NCAA (1951)
  - turnieju konferencji Southeastern (SEC – 1952)
  - sezonu regularnego konferencji SEC (1951, 1952)
- Uczestnik rozgrywek Elite Eight turnieju NCAA (1951, 1952)
- Drużyna Kentucky Wildcats zastrzegła należący do niego numer 16

NBA
- Mistrz NBA (1957, 1959)[1]
- Wicemistrz NBA (1958)[1]